# Wilhelm Fallek
Wilhelm Fallek (Wolf) (ur. 24 grudnia 1887 w Łodzi, zm. w 1941 w Brodach) – nauczyciel, historyk literatury, krytyk i historyk teatru, dziennikarz. 

## Życiorys
Syn Altera Menachema, fabrykanta pudełek. Pracował w jednej z firm spedycyjnych jako buchalter, także jako pomocnik kupca, jednocześnie przygotowując się do matury w trybie eksternistycznym. Po zdaniu matury w krakowskim gimnazjum św. Anny (1909) dzięki pomocy finansowej braci studiował na Wydziale Prawa Uniwersytetu Jagiellońskiego, który ukończył w 1913 r. Doktorem prawa został w 1915 r. W 1922 r. złożył egzamin adwokacki, ale wkrótce zrezygnował z uprawiania zawodu adwokata na rzecz dziennikarstwa i publicystyki. 

## Praca nauczycielska
W 1923 r. wrócił do Łodzi i rozpoczął pracę jako polonista w I Gimnazjum Męskim Towarzystwa Żydowskich Szkół Średnich przy ul. Magistrackiej (obecnie ul. Aleksandra Kamińskiego). „Polskiego uczył mnie Wilhelm Fallek. Cudowny człowiek, niezwykły. Przyjaciel Boya”.

## Działalność dziennikarska i publicystyczna
Debiutował jeszcze jako uczeń recenzją teatralną w czasopiśmie „Łan Młodzieży”, później pisywał w wielu gazetach. Jako recenzent teatralny naraził się kiedyś Stanisławowi Ignacemu Witkiewiczowi, który zrewanżował się artykułem „Odpowiedź Fallkowi na jego krytykę Tumora Mózgowicza”. W krakowskim „Nowym Dzienniku”, jednym z trzech największych dzienników syjonistycznych w języku polskim prowadził redakcję działu literackiego gazety a w latach 1918–1923 był stałym recenzentem teatralnym.
Współpracował z łódzką prasą codzienną: „Głosem Porannym”, „Kurierem Łódzkim”, „Prawdą”, „Republiką” oraz z periodykami należącymi do kręgu piśmiennictwa polsko-żydowskiego: „Chwilą”, „Miesięcznikiem Żydowskim”, „Naszą Opinią”, „Naszym Przeglądem”, „Nowym Dziennikiem” oraz prasą żydowską: „Łodzier Togbłat”, „Morija”, „Najer Fołksbłat”. W 1926 r. był współwydawcą łódzkiego dziennika żydowsko-polskiego „Wiadomości Codzienne”, w którym zamieszczał swoje recenzje i krytyki literackie. Był członkiem zarządu Towarzystwa Polonistów RP oraz komitetu redakcyjnego „Prac
Polonistycznych”. Wygłaszał odczyty o literaturze polskiej. 
W badaniach nad dziejami teatru polskiego podejmował problematykę regionalną.

## Działalność społeczna
21 sierpnia 1923 r. został członkiem Komitetu Budowy Teatru Miejskiego w Łodzi.

## Adres zamieszkania w Łodzi
W Łodzi mieszkał przy ul. Pomorskiej 91.

## W czasie II wojny światowej
W czasie II wojny światowej w listopadzie 1939 r. przedostał się do Brodów, gdzie został kierownikiem szkoły powszechnej. Zginął w lecie 1941 r. zamordowany przez hitlerowców w zbiorowej egzekucji ludności żydowskiej pod Brodami. Jego żonę i córkę zamordowali Niemcy w Częstochowie. Zniszczeniu uległ też zgromadzony przezeń księgozbiór i materiały z zakresu teatrologii. 

## Charakterystyka postaci
Był, zdaniem swoich współczesnych, człowiekiem o nieskazitelnym charakterze, niesłychanej dobroci, niezwykle aktywnym i pełnym entuzjazmu dla piękna. „Był człowiekiem żydowsko-polskiego pogranicza: Żyd o podkreślanej żydowskiej przynależności narodowej - Polak o podkreślanej polskiej przynależności kulturalnej, przynależności do wspólnej tradycji historycznej; Żyd-Polak”. „Fallek pozostawił po sobie pamięć nieskazitelnego charakteru, dobroci, entuzjazmu dla piękna”.

## Odznaczenia
- Srebrny Wawrzyn Akademicki (7 listopada 1936)[6].

## Publikacje jego autorstwa
- Świat biblijny w twórczości J. Kochanowskiego („Kultura staropolska” 1930),
- Szkice żydowskie i studia o wpływie Biblii na literaturę polską, Warszawa-Łódź 1931,
- Motywy biblijne w „Panu Tadeuszu” Mickiewicza Łódź 1931,
- II cz. „Dziadów” A. Mickiewicza Łódź 1932,
- Scena łódzka pod dyrekcją Aleksandra Zelwerowicza. Kartka z dziejów teatru łódzkiego (1908–1911), Łódź 1937,
- Z dziejów sceny łódzkiej. Teatr Zelwerowicza w Łodzi w r. 1920/21 Łódź 1938,
- Cztery sezony teatru łódzkiego. (Dyrekcja Szyfmana i Gorczyńskiego 1925/27 i Dyrekcja Gorczyńskiego 1927/29) Łódź 1939,
- przygotował do druku i wstępem opatrzył Pieśń nad pieśniami w przekładzie Z. Bromberga-Bytkowskiego Łódź 1924,
- W księdze zbiorowej Żydzi w Polsce Odrodzonej (Warszawa 1931) znajduje się jego rozprawa Twórczość Żydów na polu literatury polskiej do r. 1918  (t. 2 s. 74–90).